# Sismo de Vã de 2011

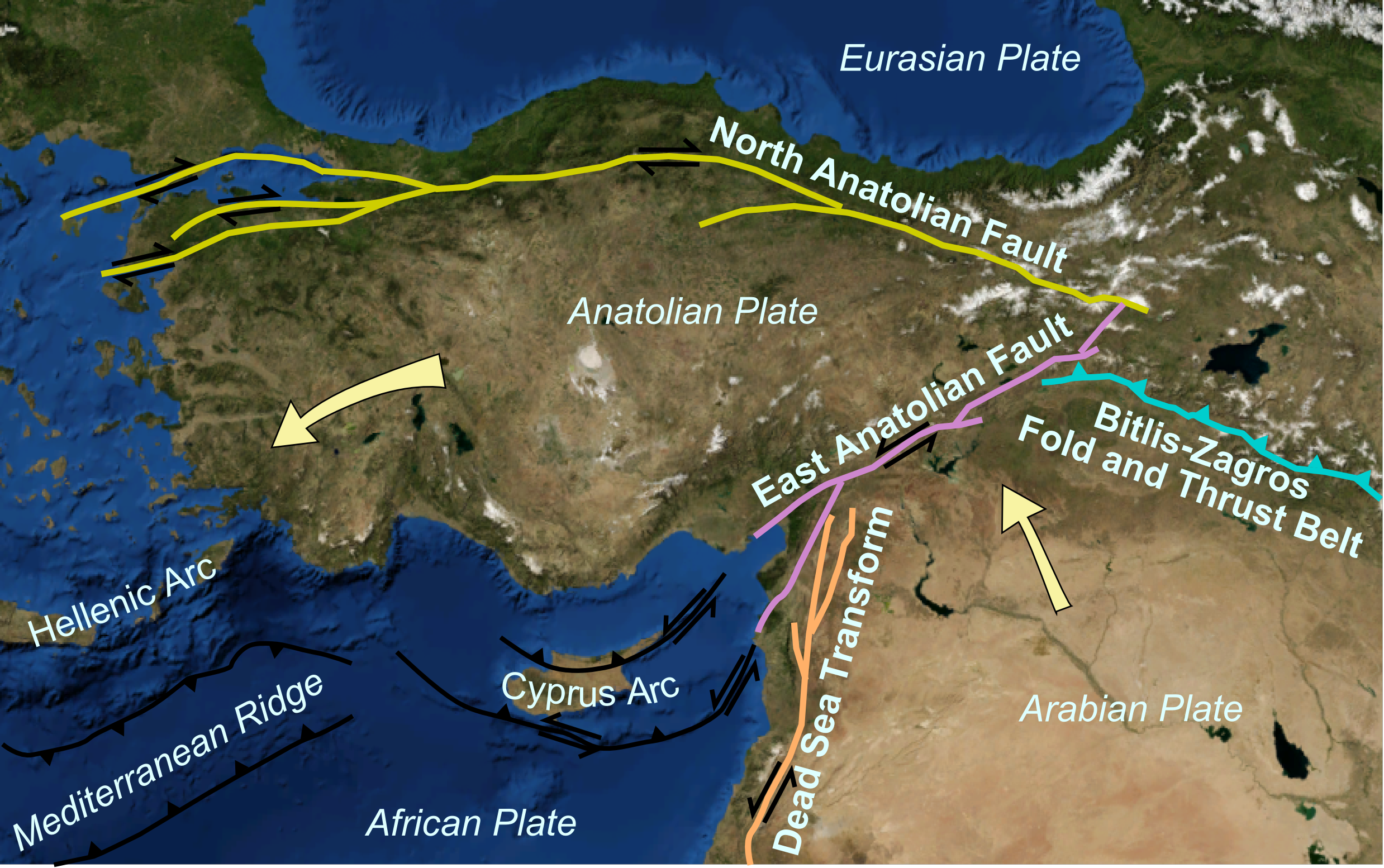
Mapa da falha tectónica junto à Placa da Anatólia na Turquia.

O sismo de Vã de 2011 foi um sismo de magnitude 7,2 com epicentro em 38°37′N, 43°29′E, próximo de Vã, ocorrido às 10h41m UTC no domingo, 23 de outubro de 2011. De acordo com a USGS, o sismo ocorreu a 20 km de profundidade. O registo na escala de intensidade de Mercalli é "X" (intenso). A imprensa local informa que o abalo foi fortemente sentido na província de Vã.

## Vítimas e estragos
Há muitos edifícios em ruínas e é previsível um grande número de vítimas mortais, inicialmente entre 500 a 1 000. Em 27 de outubro o número de vítimas mortais era de 523 e o número de feridos era 1650.

## Resposta internacional
A União Europeia e a NATO expressaram condolências ao povo turco e a NATO ofereceu ajuda. O Presidente da Arménia Serzh Sargsyan enviou condolências ao presidente turco Abdullah Gül e ofereceu ajuda imediata. O Presidente dos Estados Unidos Barack Obama afirmou também em comunicado estar solidário com o aliado turco e pronto a ajudar no que fosse necessário as autoridades turcas.
Vários países, como a Alemanha, Arménia, Azerbaijão, Bulgária, China, Coreia do Sul, Dinamarca, Estados Unidos, Geórgia, Grécia, Hungria, Irão, Irlanda, Israel, Japão, Kosovo, Nova Zelândia, Paquistão, Polónia, Portugal, Reino Unido, Suécia, Suíça, Taiwan, e Ucrânia também ofereceram ajuda à Turquia. Em 23 de outubro a Turquia declinou todas as ofertas com a exceção da do Azerbaijão. Abdullah Gul, Presidente da Turquia, afirmou a sua convicção de que as equipas turcas são capazes de lidar com o desastre.